# シャークネード5 ワールド・タイフーン
『シャークネード5 ワールド・タイフーン』（Sharknado 5: Global Swarming）は、2017年のアメリカ合衆国のテレビ映画。シャークネードシリーズの5作目。
アメリカ合衆国では2017年8月6日に『Syfy』にて初放映された

## あらすじ
シャークネードの脅威から何度もアメリカを救ったフィンは、ついにその功績が認められNATOによる「シャークネード戦略会議」に召集される。会議が開かれるロンドンを妻エイプリルと息子ギルと共に訪れたフィンだったが、そこへかつて共にシャークネードと戦ったノヴァから連絡が入る。ノヴァはシャークネードと人間との戦いは太古の昔にも行われており、そこで古代の人々は「デュークワカのハーネス」という秘宝の力を使いシャークネードに勝利したのだという。そしてその秘宝はストーンヘンジの地下に眠っているのだというのだ。
ノヴァと共に遺跡からハーネスを持ち出したフィン。すると巨大なシャークネードがロンドンに突如現れる。ロンドンの街を壊滅状態に追い込んだシャークネードはハーネスを所持していたギルを巻き込み、ついにどこかへと去って行ってしまう。フィンとエイプリルとノヴァはギルを取り戻すため、シャークネードを追って世界を駆ける。
追跡のたびに徐々に世界中でシャークネードの猛威を振るう中、フィンたちは果たして今回もシャークネードを止められるのであろうか。

## キャスト
フィン・シェパード
演 - アイアン・ジーリング、日本語吹替 - 堀内賢雄
シャークネードの脅威から何度もアメリカを救った伝説的英雄。秘宝「デュークワカのハーネス」の力により発生したシャークネードに息子ギルがさらわれてしまい、ギルを救うために妻エイプリルと共に世界中を飛び回る。本作では遺跡で拾ったムチや、ローマ法王から授かった漆黒のチェーンソーを武器に戦う。
エイプリル
演 - タラ・リード、日本語吹替 - ちふゆ
フィンの妻。過去のシャークネードとの戦いにより全身をサイボーグ化している。フィンと共にギルを取り戻すための戦いに臨むが、その途中で激しいダメージを負ってしまい、「シャークネード・シスターズ」の手により新たな身体を手に入れる。
ノヴァ
演 - カサンドラ・スケルボ、日本語吹替 - 甲斐田裕子
かつてフィンと共にシャークネードと戦った女性。実はシャークネードと戦う秘密組織「シャークネード・シスターズ」の一員であることが本作で明かされる。過去の出来事からサメを激しく憎んでおり、古代人がシャークネードに勝利したカギである秘宝「デュークワカのハーネス」をフィンと共に遺跡から持ち出すが、皮肉なことにそれがシャークネードを発生させる原因となってしまう。シャークネードと遭遇した際にギルを守りきれなかったことに責任を感じており、フィンとエイプリルに協力する。
ギル
演 - ビリー・バラット、日本語吹替 - 熊谷海麗
フィンとエイプリルの次男。父のような勇敢な男になりたいと思っている。突如発生したシャークネードにさらわれてしまう。
レイヴンウッド首相
演 - クリス・カッテン、日本語吹替 - 高木渉
イギリスの首相。突如発生したシャークネードに対抗するため、防衛システム「スカイフォール」を起動する。
ルウェリン
演 - クレイ・エイケン、日本語吹替 - 三上哲
MI6で兵器の開発を行っている人物。ギルに最新鋭のヘルメットを授けた。007シリーズに登場するQのパロディであり、名前はQを長年演じた俳優デスモンド・リュウェリンから。
ブレット・マイケルズ
演 - 本人
ミュージシャン。ロンドンでシャークネードに遭遇する。
女王
演 - チャロ
イギリスの女王。
サーシャ・コーエン
演 - 本人
フィギュアスケーター。スイスでシャークネードに遭遇する。
ガス・ケンワージー
演 - 本人
フリースキーヤー。スイスでシャークネードに遭遇する。
マット
演 - コディ・リンリー、日本語吹替 - 杉山紀彰
フィンの長男。前回のシャークネードの襲撃により破壊された農場の復興作業を行っている。
スティーヴン
演 - ラッセル・ホジキンソン、日本語吹替 - 高木渉
シェパード家の隣人。マットと協力して農場の復興作業をしている。同じ放送局で放送されているドラマ「Zネーション」の登場人物。
オライオン
演 - オリビア・ニュートン＝ジョン、日本語吹替 - 岸本百恵
オーストラリアで活動している「シャークネード・シスターズ」の科学者。ダメージを負ったエイプリルに新しい身体を授ける。
エレクトラ
演 - クロエ・ラッタンジー、日本語吹替 - 小若和郁那
オーストラリアで活動している「シャークネード・シスターズ」の科学者。オライオンの娘。オリビア・ニュートン＝ジョンとクロエ・ラッタンジーは実際の親子である。
ジェム
演 - マシエラ・ルーシャ、日本語吹替 - 竹村知美
フィンの姪。実は中国で活動している「シャークネード・シスターズ」の一員であることが明らかになる。
ホーク
演 - トニー・ホーク、日本語吹替 - 三上哲
オーストラリアで活動している「シャークネード・シスターズ」の協力者。スケートボードを駆使して移動する。
ロドルフォ
演 - ジョン・ヘニガン
ブラジルで活動している「シャークネード・シスターズ」の協力者。プロレス技を駆使して戦う。
ベガ
演 - ティファニー・ポラード、日本語吹替 - 橋爪千明
ブラジルで活動している「シャークネード・シスターズ」の一員。「デュークワカのハーネス」の秘密をフィンとエイプリルに話す。
ローマ法王
演 - ファビオ
イタリアでフィンに漆黒のチェーンソーを授ける。
シモン
演 - マーガレット・チョー
新婚旅行で沖縄に来ていた女性。
ダン・フォグラー
演 - 本人
トーク番組のゲスト。
アル・ローカー
演 - 本人、日本語吹替 - 赤坂柾之
『Today』のお天気キャスター。2作目からシリーズに連続で出演している。
ミラ
演 - バイ・リン
東京で活動している「シャークネード・シスターズ」の一員。モンスターボールのような爆弾を装備している。
大人になったギル
演 - ドルフ・ラングレン、日本語吹替 - 宮本克哉
ラストに登場するシャークネードに巻き込まれ消失したギルの大人になった姿。
この他にも数多くの有名人がカメオ出演している。